# Gottfried der Roller von Gültstein
Gottfried der Roller von Gültstein (* um 1280; † vor 1346) war ein Ritter in Gültstein. Er war der letzte Ortsadelige von Gültstein.

## Urkundliche Erwähnungen
Die älteste Urkunde, in der Gottfried der Roller von Gültstein vorkommt, stammt von 1314. Darin ist
er neben anderen als Zeuge bei einem Verkauf von Gütern an den Pfalzgrafen von Tübingen aufgeführt. Eine weitere Urkunde von 1315 beginnt: "Ich Roller Herrn Mahtholfs seligen sun anz Ritterz von Giltstein". Am 23. April 1315 verkaufte er an Anselm von Liebenzell 12 Malter Roggen Gült von freien Gütern zu Jesingen um 30 lb. h. Anselm von Liebenzell und seine Frau Adelheid verkauften bereits am 28. September 1323 den Heiligen zu Deckenpfronn diesen Hof zu Jesingen, den sie von dem Roller von Gültstein gekauft hatten, um 32 ½ Pfund unversprochener Heller.
Am 17. März 1328 verkauften Gottfried der Roller von Gültstein und seine Ehefrau Kunigunde den Grafen Rudolf und Konrad den Scheerern von Tübingen alle ihre Güter und Leute zu Gültstein um 500 lb. h. Am gleichen Tag verzichtete seine Ehefrau Kunigunde vor einem Landrichter und sechs Rittern auf ihre Ansprüche an Gültstein.
Ab diesem Zeitpunkt nennt er sich nicht mehr nach seinem Besitz, sondern nur noch "der Roller". Der Beiname "der Roller" wird so zum Geschlechtsnamen, allerdings zunächst noch mit dem Zusatz "der", wie es am Anfang des 14. Jahrhunderts öfters zu beobachten war.

## Familie
Er war ein Sohn Mahtholfs von Gültstein. Die Machtolfe von Gültstein werden urkundlich erstmals 1125 erwähnt.
Er war verheiratet mit Kunegunt, der Tochter Wern(h)ers des Hemelings von Kuppingen. Die beiden hatten folgende Kinder:
- Hedwig um (1346)
- Konrad (um 1346)
- Albrecht (um 1346)
- Machtolf d. J. (um 1346)